# Tanger–Kenitra nagysebességű vasútvonal
A Tanger–Kenitra nagysebességű vasútvonal egy 183 km hosszúságú, normál nyomtávolságú, 25 kV 50 Hz áramrendszerű nagysebességű vasútvonal Marokkóban Tanger és Kenitra között.
A vonal 320 km/h sebességgel járható, észak-déli irányban a Gibraltári-szorostól végig az óceán partján Tanger és Agadir között, valamint északon kelet–nyugat irányban Oujdából Casablancába. Ez az első nagysebességű vasút az arab világban, ahol Marokkó vasútja eddig is átlagon felülinek számított.

## Története
2008 októberben már magas szinten volt szó a beruházásról: Nicolas Sarkozy francia elnök VI. Mohammed királlyal állapodott meg arról, hogy az SNCF francia államvasút műszaki, és üzleti segítséget nyújt Marokkónak. Ekkor már az első vonal is konkretizálódott: Tangerből első körben Kenitrába épülnek sínek, ahonnan Rabatba, Casablancába és Marrákesbe lehet tovább utazni.
Végül aláírták a további részleteket tartalmazó szerződést: az SNCF az 1,8 milliárd eurós projekt során mind a vonal tervezésében és fenntartásában, mind a szerelvények kiválasztásában és üzemeltetésében nyújt tanácsadást a következő 6 évben. 55 francia szakember vett részt a munkában, akik közül először 18-an érkeztek Rabatba, hogy együtt dolgozzanak a helyi kollégákkal.
A  tervek szerint 2016-ra készülhetett volna el az első 200 km-es vonal, amit már 320 km/h-ra terveznek. A távlati tervekben 2035-ig 1500 km-es hálózatot álmodnak, és máris vizsgálják Spanyolországgal közösen egy esetleges gibraltár-alagút lehetőségét.
Marokkóban sokan használják ma is a vasutat, másrészt az autós közlekedés nem csak szennyező de veszélyes is, mostanában napi 10 ember hal meg a marokkói utakon. A HSL elkészültével azonban évi 6 milliós utasszámra számítanak a két város között, ami a közúti forgalmat is csökkentené és az EU-val szabadkereskedelmi megállapodást kötött ország gazdaságát is fellendíthetné.
A vonal építése 2010. júniusban kezdődött meg a Marokkói Nemzeti Vasút (ONCF), és a kormány között létrejött finanszírozási megegyezés alapján, amelyet még 2010 februárban írtak alá. A vonal megvalósítása mintegy 2,5 milliárd dollárba kerül, melynek a felét a vágányépítés, és az infrastruktúra létrehozása, az egy negyedét a vasúti berendezések, míg a másik negyedet a gördülő állomány teszi ki. A projekt megvalósításához hitelt vesznek fel, a kormány a költségek 25 százalékát állja, és kb. 10 százalék európai forrásokból biztosítható. A vonalat 2015 decemberében tervezték megnyitni, de az utasforgalom csak 2018. decemberétől indul és ezzel a két város közötti eljutási idő a jelenlegi 5 óra 45 percről 2 óra 10 percre csökken.
A vasútvonal hivatalos átadása 2018. november 15-én volt, melyen részt vett Emmanuel Macron francia elnök és VI. Mohammed marokkói király is.

## Járművek
A vonalon a francia TGV EuroDuplex sorozattal majdnem megegyező, módosított motorvonatok közlekednek, mint ONCF 1200 sorozat. A típusból összesen 14-et rendeltek, de végül csak 12-t szállítottak le. Legnagyobb engedélyezett sebességük 320 km/h.

## Képek

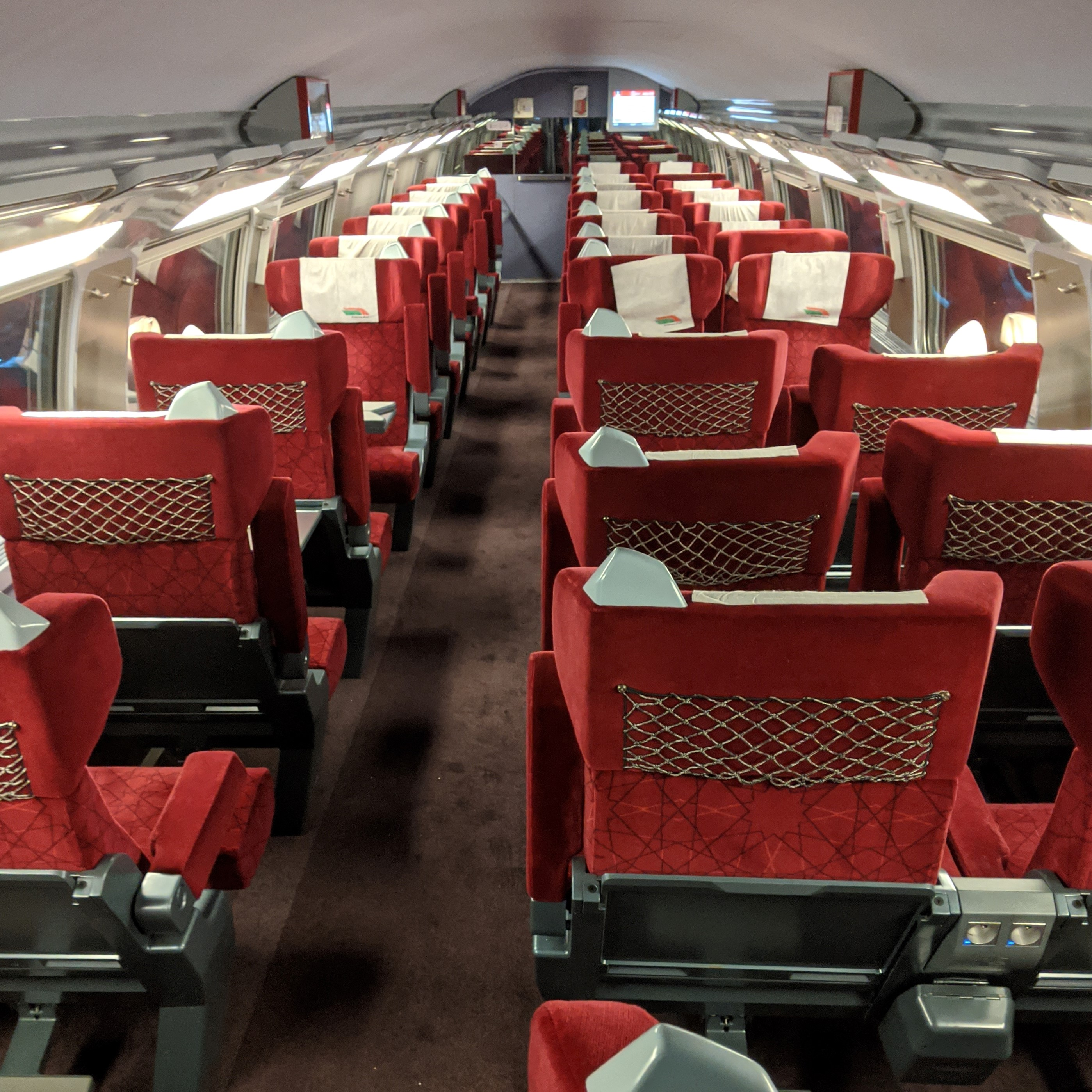
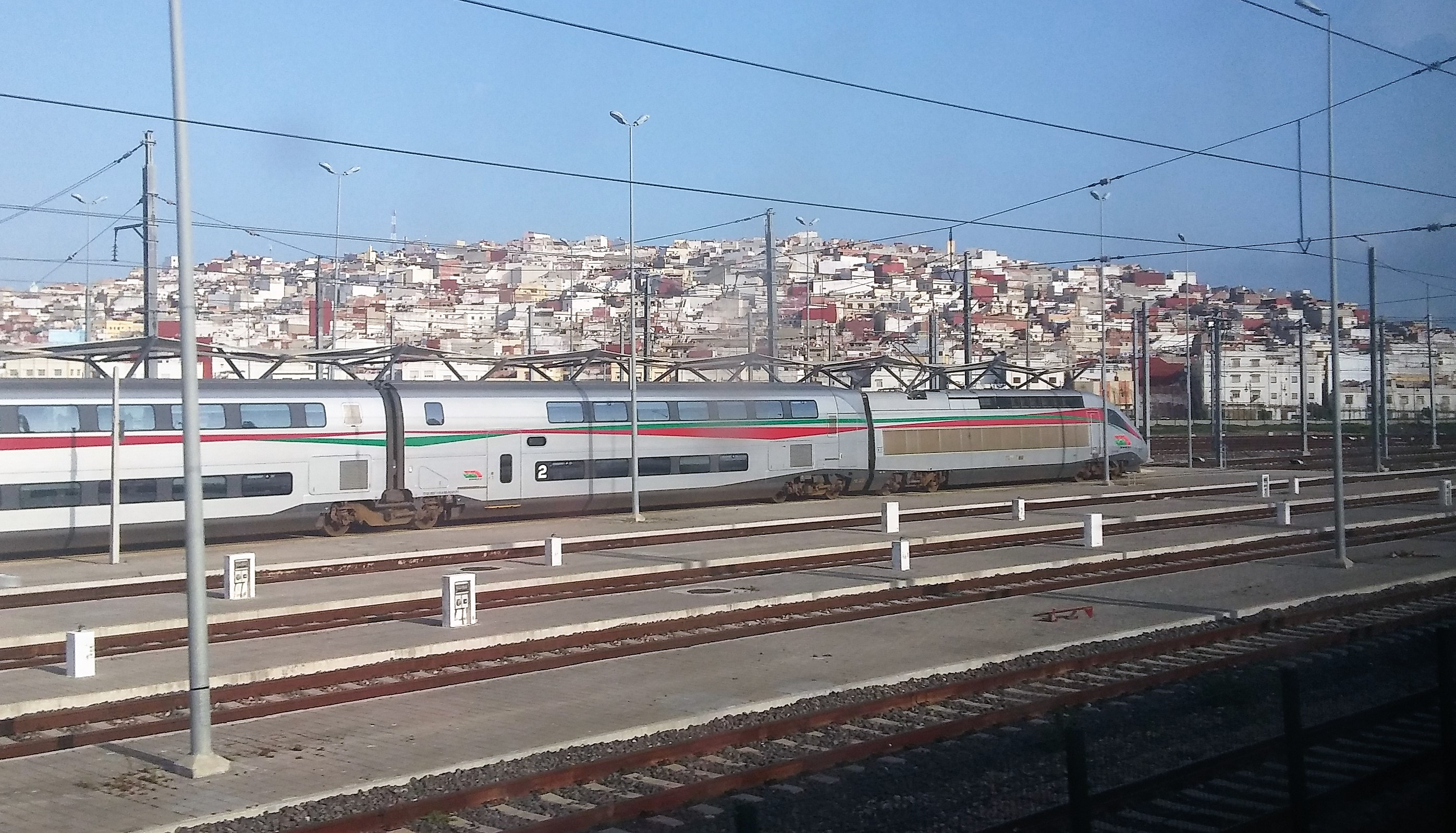
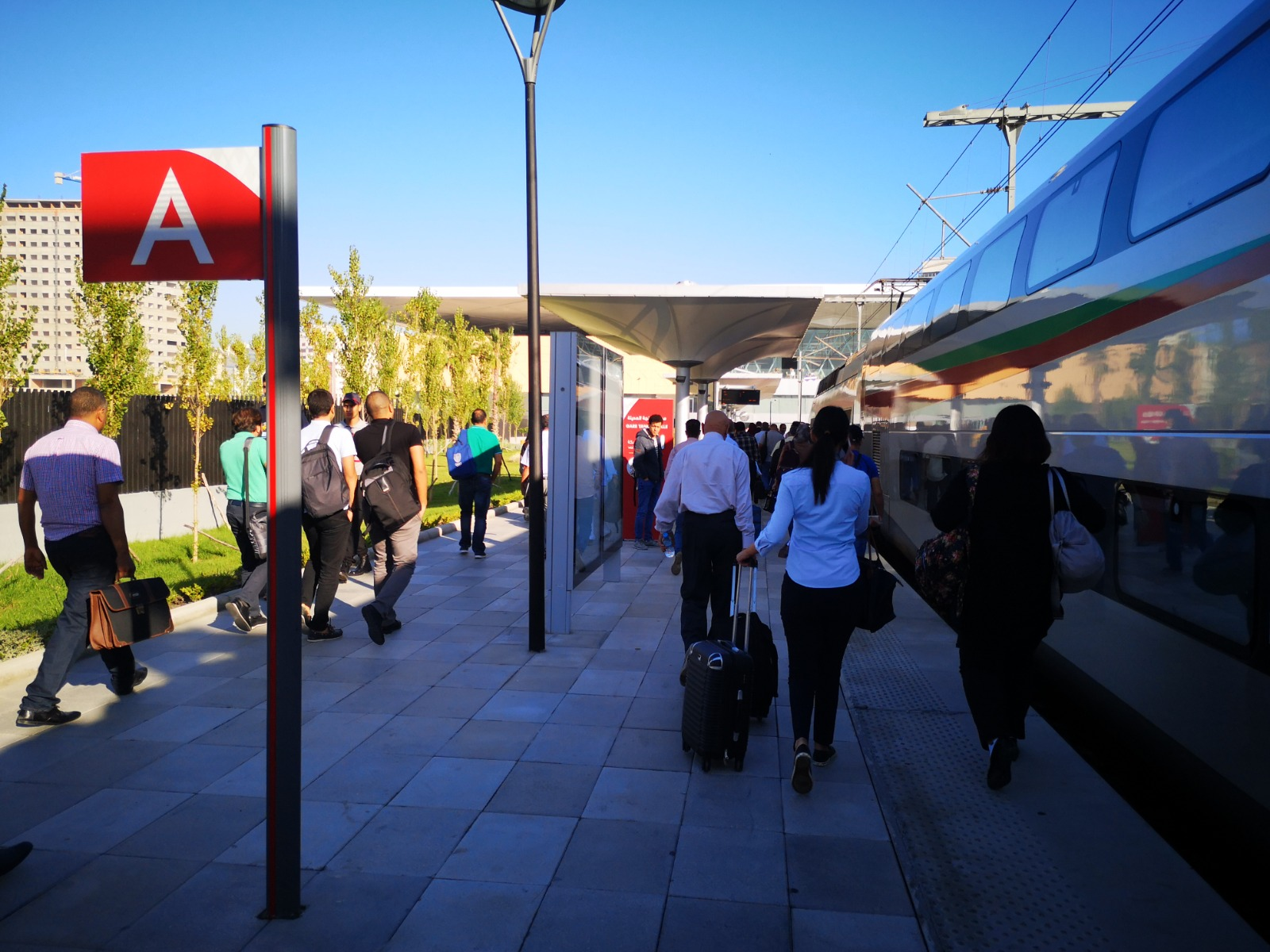
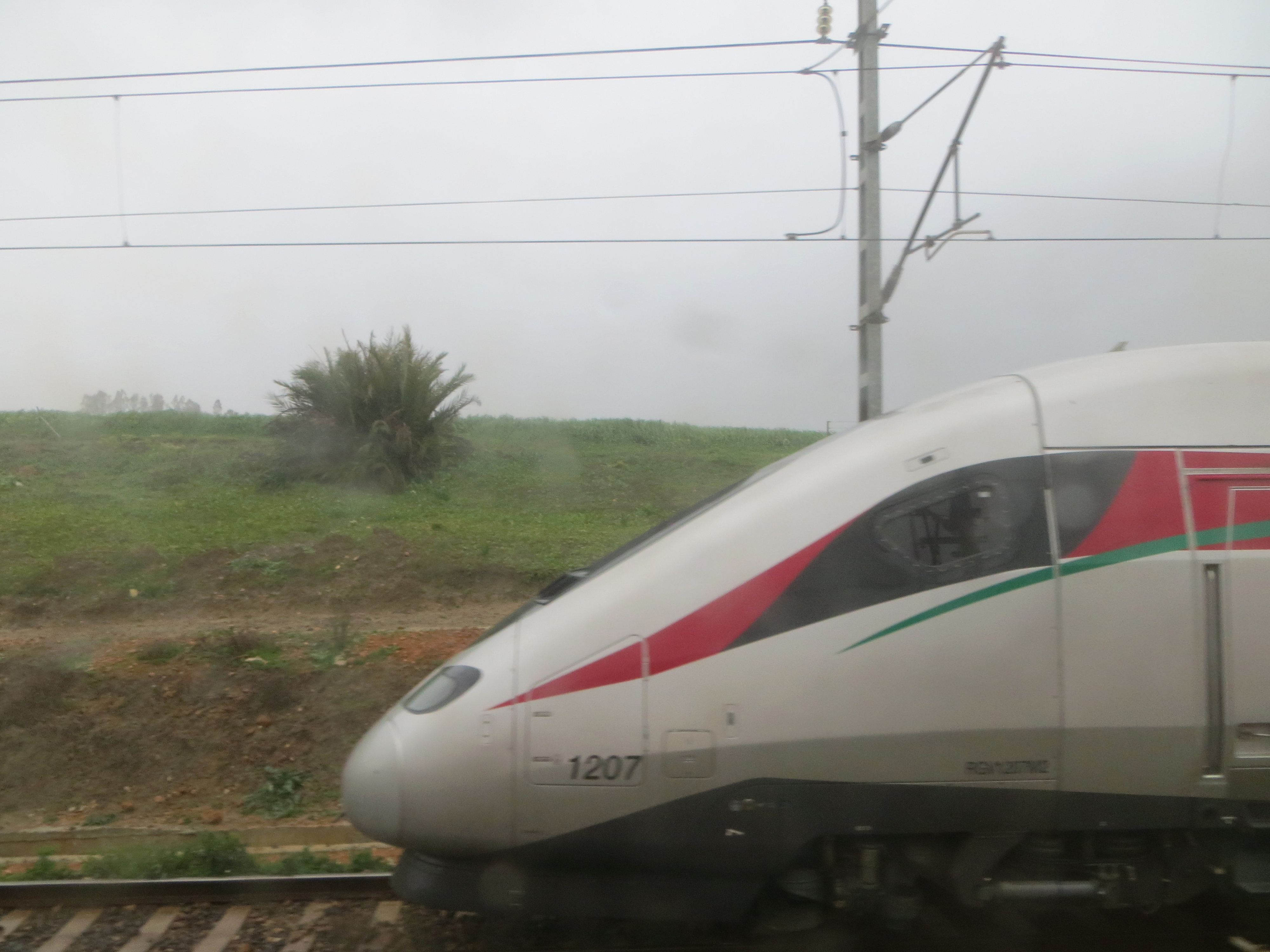
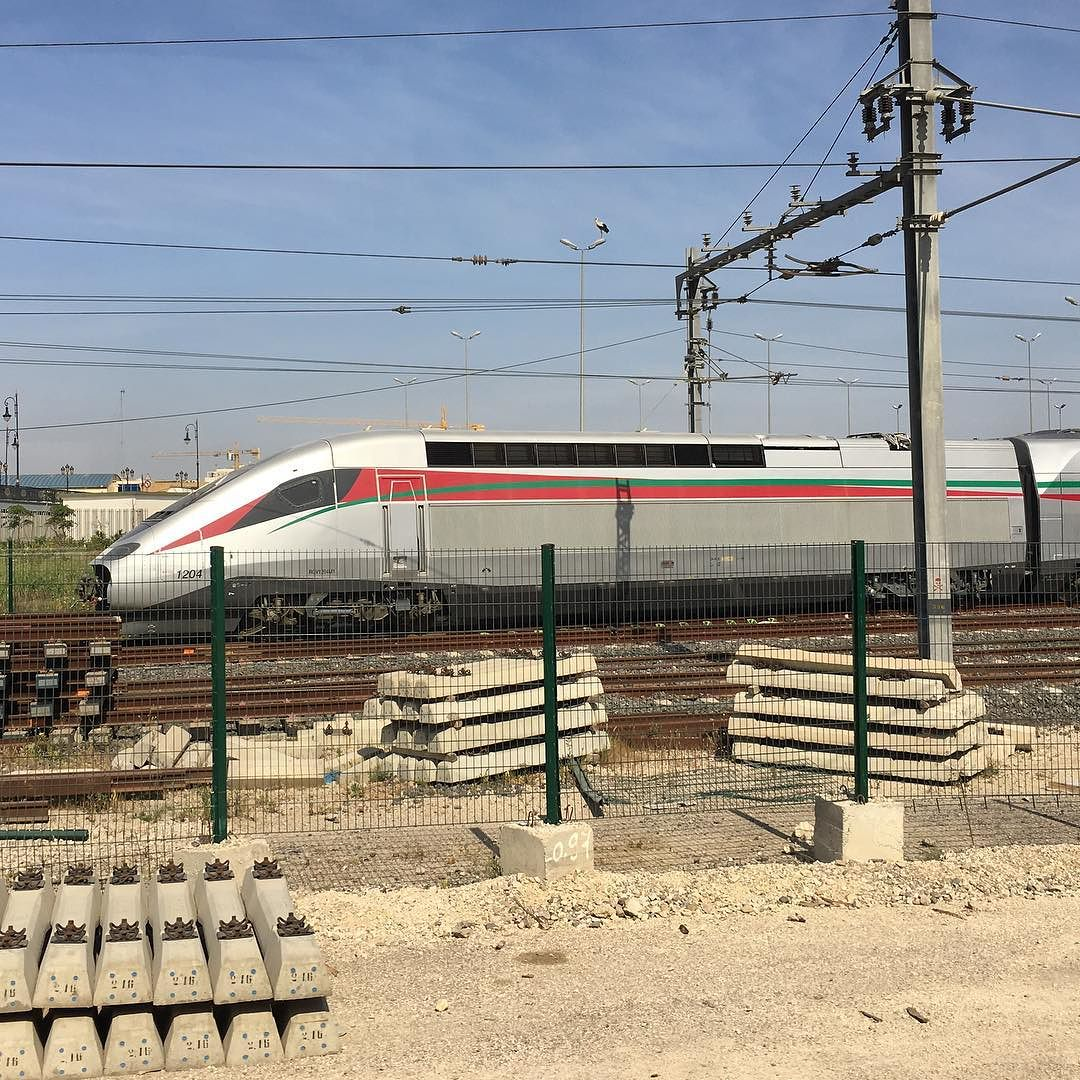
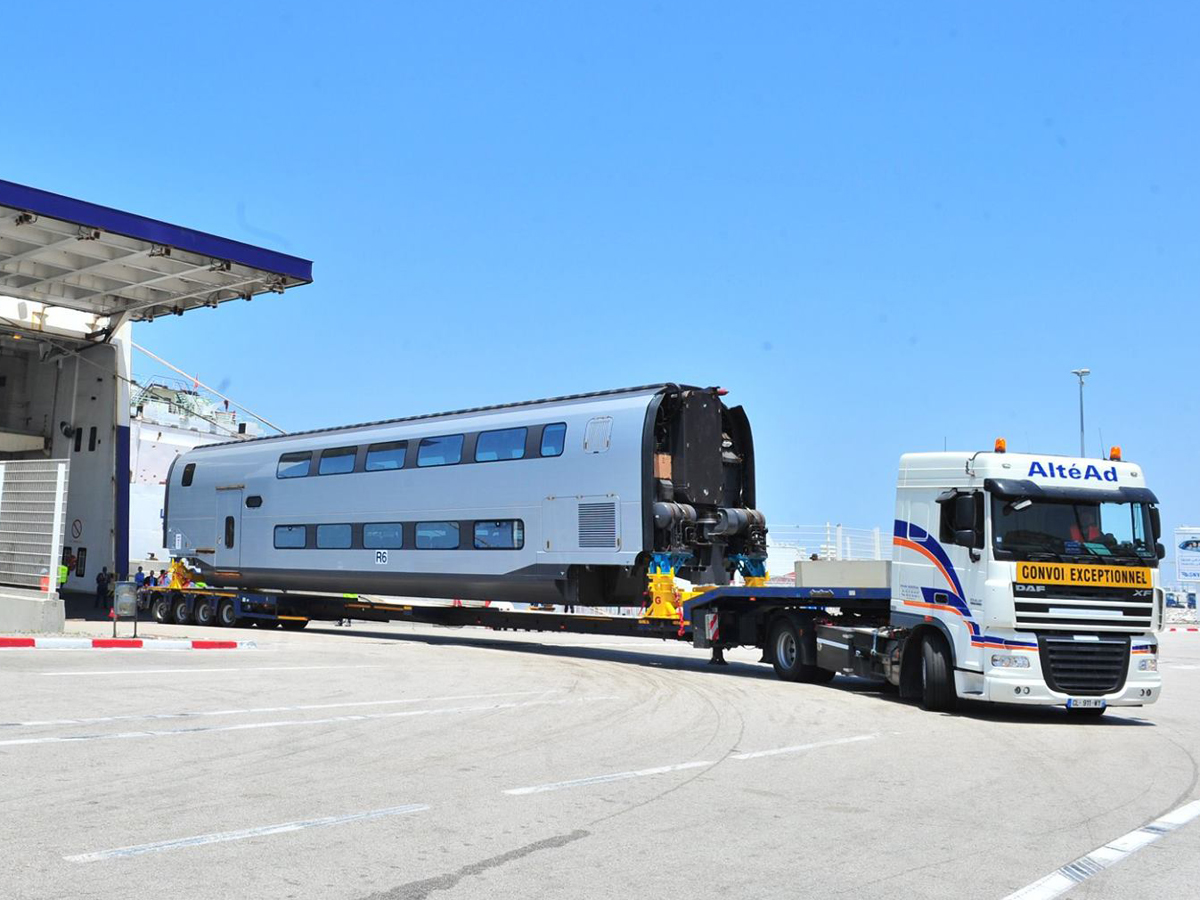
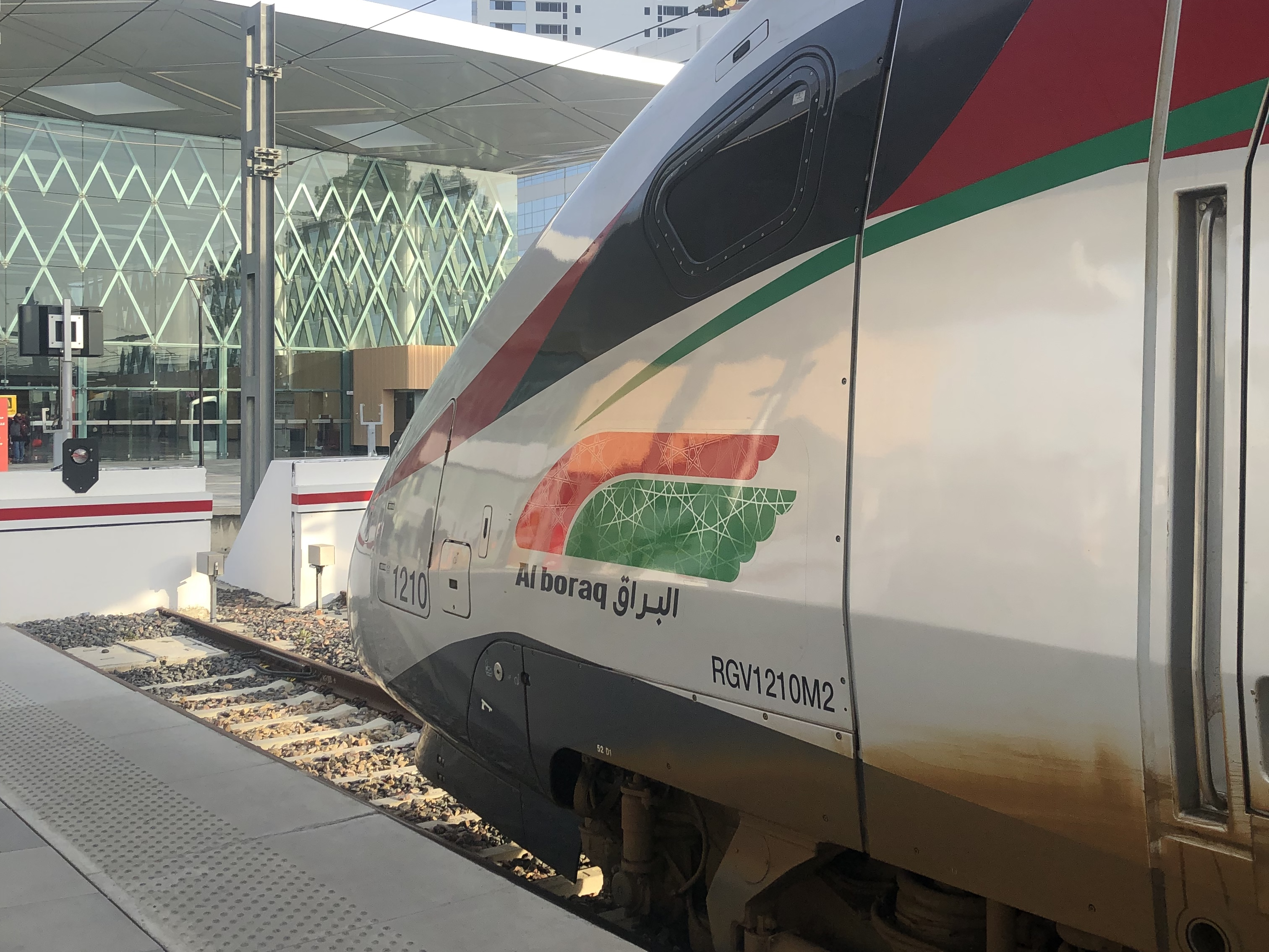
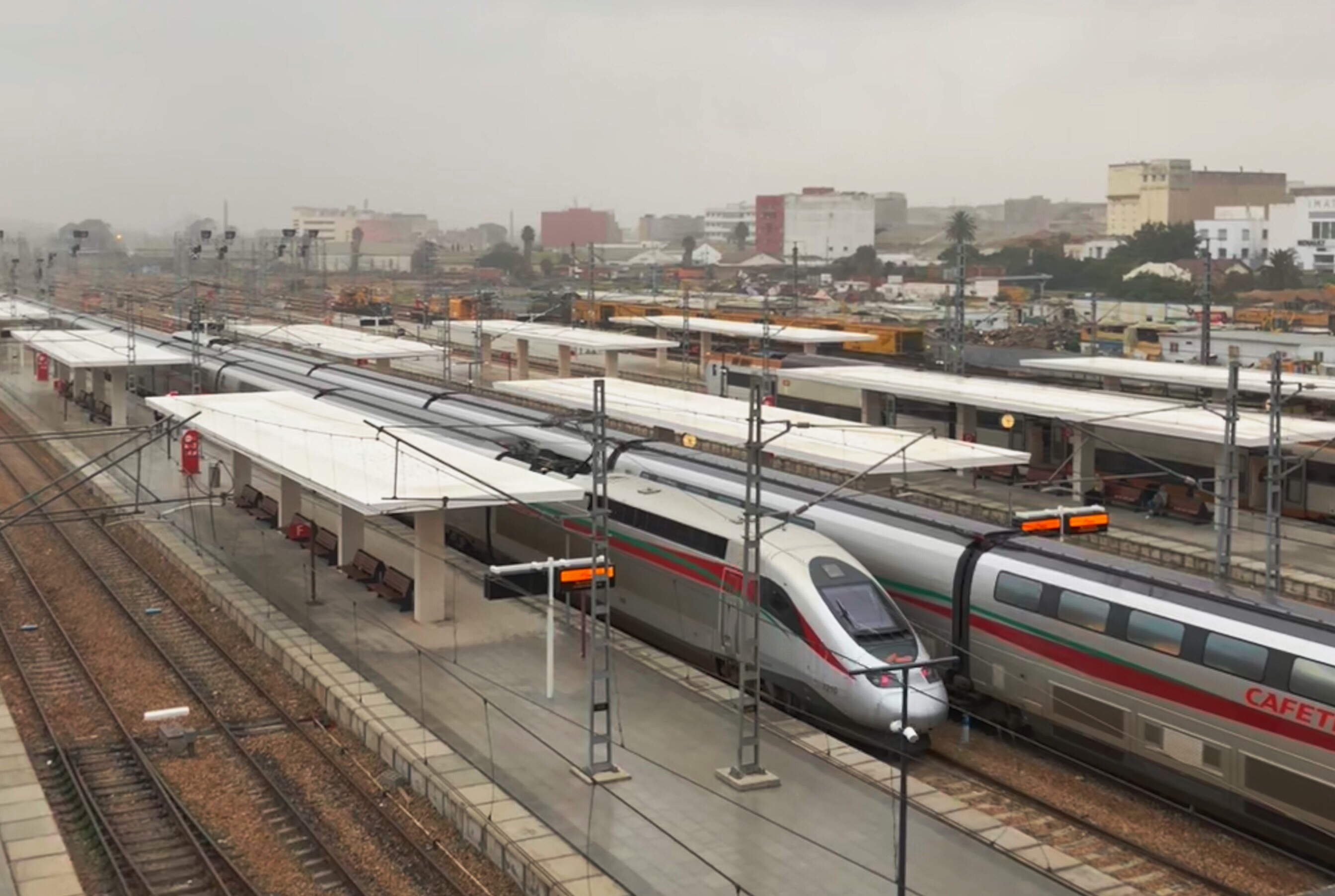